# Prasinocyma bipunctata
Prasinocyma bipunctata là một loài bướm đêm trong họ Geometridae.